# Panopoda roseicosta
Panopoda roseicosta là một loài bướm đêm trong họ Erebidae.